# 세르비아 공산주의자동맹
세르비아 공산주의자동맹은 구 유고슬라비아 연방 내 세르비아 지역 한정 정당이자, 연방 티토파 동맹의 하위 집단이었다. 1990년 유고슬라비아 내전의 여파로 세르비아 사회당에 흡수되었다.

## 같이 보기
- 유고슬라비아 공산주의자동맹
- 유고슬라비아 사회주의 연방공화국